# NGC 1697
NGC 1697 ist die Bezeichnung eines offenen Sternhaufens im Sternbild Dorado. Das Objekt wurde am 2. November 1834 von John Herschel entdeckt.